# Sofiane Fekih
Sofiane Fekih, né le 9 août 1969, est un footballeur tunisien qui a joué au poste de milieu avec l'équipe de Tunisie et le Club sportif sfaxien.

## Carrière

### Clubs
- 1987-1999 : Club sportif sfaxien (Tunisie)

### Équipe nationale
Il dispute les coupes d'Afrique des nations 1996 et 1998 avec la sélection nationale. 

## Palmarès
- Vainqueur du championnat de Tunisie : 1995
- Vainqueur de la coupe de la CAF : 1998
- Vainqueur de la coupe de Tunisie : 1995
- Finaliste de la coupe d'Afrique des nations : 1996 ( Tunisie)